# Novolaophonte viatorum
Novolaophonte viatorum är en kräftdjursart som beskrevs av Cottarelli, Saporito och Puccetti 1983. Novolaophonte viatorum ingår i släktet Novolaophonte och familjen Laophontidae. Inga underarter finns listade i Catalogue of Life.